# Ебро
Е́бро (ісп. Ebro, кат. Ebre — Е́бра) — річка на Північному Сході Іспанії, яка бере початок у Кантабрійських горах.

## Назва
Річка була відома стародавнім грекам під ім'ям Έβρος, римлянам — Iberus (Hiberus). Походження імені пов'язують з іберами — стародавнім народом регіону, предками сучасних басків. Іберія — римська назва Іспанії. Також ім'я може походити від слова ібар, що в сучасній мові басків має значення долина.

## Історія
За пактом річки Ебро карфагенська сфера впливу була на півдні від річки і римська сфера впливу була на півночі.
У 217 році до н. е. біля горла річки Ебро відбулася морська битва, в якій карфагенський флот на чолі з Гімільконом був розбитий римською ескадрою під командуванням Гнея Корнелія Сципіона.
25 червня — 16 листопада 1938 відбулася битва на Ебро під час Громадянської війни в Іспанії 1936-1939 років.
Має праву притоку Гвадалопе, ліву Арагон.